# (34023) 2000 OH24
2000 OH24 (asteroide 34023) é um asteroide da cintura principal. Possui uma excentricidade de 0.27340920 e uma inclinação de 4.92026º.
Este asteroide foi descoberto no dia 23 de julho de 2000 por LINEAR em Socorro.